# 국도 제32호선 (일본)

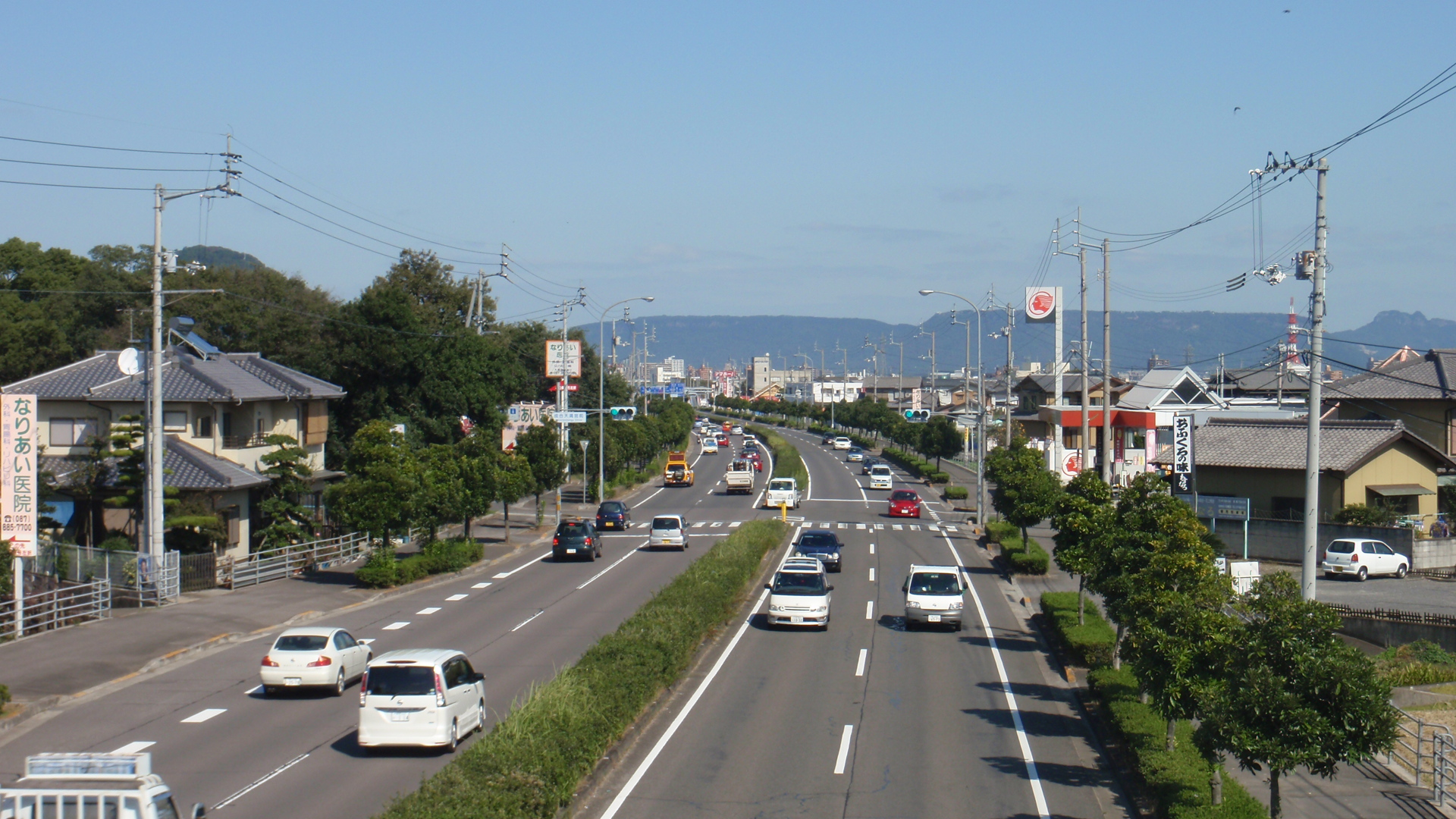
다카마쓰시 나리아이정 나리아이 대교 히가시 교차로 부근 전경.

일본 32번 국도(일본어: 国道32号→국도 32호)는 가가와현 다카마쓰시의 나카진정 교차로에서 출발, 중간에 도쿠시마현 미요시시를 거쳐 고치현 고치시의 현청앞 교차로까지 이어주는 일본의 일반 국도 노선이다. 이 도로의 실제 연장과 현도는 각각 137.4 km로 되어 있다.

## 통과하는 지자체
- 가가와현 : 다카마쓰시 - 아야우타군 아야가와정 - 마루가메시 - 나카타도군 만노정 - 미토요시
- 도쿠시마현 : 미요시시
- 고치현 : 나가오카군 오토요정 - 가미시 - 난코쿠시 - 고치시

## 연결 가능한 도로

### 자동차도
- 도쿠시마 자동차도 : 이카와이케타 나들목
- 고치 자동차도 : 난코쿠 나들목

### 일반 국도
- 국도 제30호선
- 국도 제436호선
- 국도 제193호선
- 국도 제11호선
- 국도 제377호선
- 국도 제438호선
- 국도 제319호선
- 국도 제192호선
- 국도 제439호선
- 국도 제492호선
- 국도 제195호선
- 국도 제55호선
- 국도 제56호선
- 국도 제33호선